# 耶利扎羅夫站
耶利扎羅夫站（羅馬化：Yelizarovskaya）是聖彼得堡地鐵的一個車站。耶利扎羅夫站開通於1970年12月21日，是聖彼得堡地鐵3號線的車站。